# Sablons, Isère
Sablons este o comună în departamentul Isère din sud-estul Franței. În 2009 avea o populație de 1.966 de locuitori.

## Evoluția populației
| An        | 1975  | 1982  | 1990  | 1999  | 2006  | 2019  |
| --------- | ----- | ----- | ----- | ----- | ----- | ----- |
| Populație | 1.228 | 1.421 | 1.468 | 1.539 | 1.792 | 2.285 |